# Utilizzatori del McDonnell Douglas MD-80

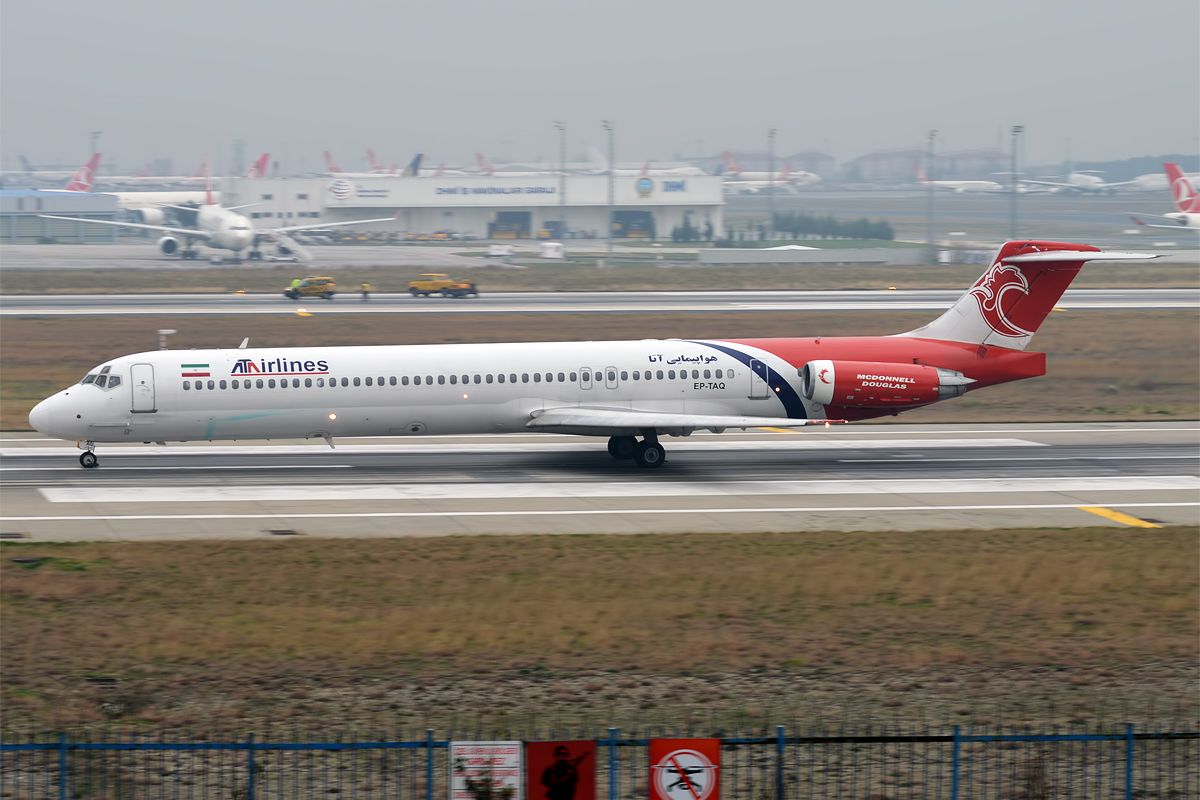
Un McDonnell Douglas MD-80 di ATA Airlines, uno degli utilizzatori principali di questo tipo di aereo.

Il McDonnell Douglas MD-80 (soprannominato Mad Dog, "Cane pazzo") è un aereo bimotore ad ala bassa con propulsori in coda da trasporto passeggeri per rotte a corto e medio raggio di notevole successo commerciale, prodotto da McDonnell Douglas da fine anni settanta sulla base del DC-9.

## Ordini e consegne
Legenda tabella:
- O/C: Ordini e consegne.
- OP: Esemplari operativi.

Note:
- dati aggiornati al febbraio 2024[1][2][3][4][5];
- il numero degli esemplari operativi è da considerarsi una stima più o meno accurata;
- alcuni utilizzatori hanno più aerei operativi che ordinati. Ciò è dovuto al fatto che le compagnie hanno comprato velivoli di seconda mano o hanno effettuato leasing, e questi non risultano come ufficiali nel conteggio degli ordini;
- il McDonnell Douglas MD-80/-90 non è più in produzione, tutti gli esemplari ordinati sono stati consegnati.

| Compagnia                    | Compagnia                       | MD-81 | MD-81 | MD-82/82T | MD-82/82T | MD-83 | MD-83 | MD-87 | MD-87 | MD-88 | MD-88 | MD-90 | MD-90 | TOTALE | TOTALE |
| Stato                        | Nome                            | O/C   | OP    | O/C       | OP        | O/C   | OP    | O/C   | OP    | O/C   | OP    | O/C   | OP    | O/C    | OP     |
| ---------------------------- | ------------------------------- | ----- | ----- | --------- | --------- | ----- | ----- | ----- | ----- | ----- | ----- | ----- | ----- | ------ | ------ |
|                              | Aerei governativi/privati/altro |       |       |           |           |       |       |       | 3     |       |       |       |       |        | 3      |
| Slovenia (bandiera)          | Adria Airways                   | 1     |       | 5         |           |       |       |       |       |       |       |       |       | 6      |        |
| Germania (bandiera)          | Aero Lloyd                      |       |       |           |           | 11    |       | 4     |       |       |       |       |       | 15     |        |
| Argentina (bandiera)         | Aerolineas Argentinas           |       |       |           |           | 1     |       |       |       | 6     |       |       |       | 7      |        |
| Messico (bandiera)           | Aeromexico                      |       |       | 8         |           |       |       |       |       |       |       |       |       | 8      |        |
| Messico (bandiera)           | Aeronaves TSM                   |       |       |           | 4         |       | 11    |       |       |       |       |       |       |        | 15     |
| Venezuela (bandiera)         | Aeropostal                      |       |       |           | 2         | 2     |       |       |       |       |       |       |       | 2      | 2      |
| Kenya (bandiera)             | African Express Airways         |       |       |           | 1         |       |       |       |       |       |       |       |       |        | 1      |
| Stati Uniti (bandiera)       | AirCal                          | 1     |       | 4         |           |       |       |       |       |       |       |       |       | 5      |        |
| Italia (bandiera)            | Air Italy                       |       |       | 5         |           |       |       |       |       |       |       |       |       | 5      |        |
| Francia (bandiera)           | Air Lib                         |       |       |           |           | 2     |       |       |       |       |       |       |       | 2      |        |
| Indonesia (bandiera)         | Airfast Indonesia               |       |       |           | 2         |       | 2     |       |       |       |       |       |       |        | 4      |
| Italia (bandiera)            | Air Trading 92                  |       |       | 4         |           | 1     |       |       |       |       |       |       |       | 5      |        |
| Stati Uniti (bandiera)       | Alaska Airlines                 |       |       |           |           | 34    |       |       |       |       |       |       |       | 34     |        |
| Venezuela (bandiera)         | Albatros Airlines               |       |       |           | 1         |       |       |       |       |       |       |       |       |        | 1      |
| Bulgaria (bandiera)          | ALK Airlines                    |       |       |           | 2         |       |       |       |       |       |       |       |       |        | 2      |
| Italia (bandiera)            | Alitalia                        |       |       | 90        |           |       |       |       |       |       |       |       |       | 90     |        |
| Egitto (bandiera)            | AMC Airlines                    |       |       |           |           |       |       |       |       |       |       | 1     |       | 1      |        |
| Stati Uniti (bandiera)       | American Airlines               |       |       | 234       |           | 26    |       |       |       |       |       |       |       | 260    |        |
| Francia (bandiera)           | AOM French Airlines             |       |       |           |           | 9     |       |       |       |       |       |       |       | 9      |        |
| Regno Unito (bandiera)       | Ardennes Epsilon                |       |       |           |           | 2     |       |       |       |       |       |       |       | 2      |        |
| Iran (bandiera)              | ATA Airlines                    |       |       |           | 1         |       | 7     |       |       |       |       |       |       |        | 8      |
| Argentina (bandiera)         | Austral Líneas Aéreas           | 3     |       |           |           |       |       |       |       |       |       |       |       | 3      |        |
| Austria (bandiera)           | Austrian Airlines               | 13    |       |           |           | 2     |       | 5     |       |       |       |       |       | 20     |        |
| Spagna (bandiera)            | Aviaco                          |       |       |           |           |       |       |       |       | 13    |       |       |       | 13     |        |
| Svizzera (bandiera)          | Balair/CTA                      |       |       | 2         |           | 1     |       |       |       |       |       |       |       | 3      |        |
| Ucraina (bandiera)           | Bravo Airways                   |       |       |           | 1         |       |       |       |       |       |       |       |       |        | 1      |
| Trinidad e Tobago (bandiera) | BWIA                            |       |       |           |           | 2     |       |       |       |       |       |       |       | 2      |        |
| Rep. del Congo (bandiera)    | Canadian Airways Congo          |       |       |           | 1         |       | 1     |       |       |       |       |       |       |        | 2      |
| Iran (bandiera)              | Caspian Airlines                |       |       |           |           |       | 5     |       |       |       |       |       |       |        | 5      |
| Cina (bandiera)              | CATIC                           |       |       | 30        |           |       |       |       |       |       |       | 2     |       | 32     |        |
| Iran (bandiera)              | Chabahar Airlines               |       |       |           | 3         |       | 3     |       |       |       |       |       |       |        | 6      |
| Cina (bandiera)              | China Eastern Airlines          |       |       | 3         |           |       |       |       |       |       |       | 9     |       | 12     |        |
| Cina (bandiera)              | China Northern Airlines         |       |       | 2         |           |       |       |       |       |       |       | 11    |       | 13     |        |
| Francia (bandiera)           | Continent Air Paris             |       |       |           |           |       |       | 4     |       |       |       |       |       | 4      |        |
| Turchia (bandiera)           | Cyprus Turkish Airlines         |       |       |           |           |       |       |       |       |       |       | 2     |       | 2      |        |
| Nigeria (bandiera)           | Dana Air                        |       |       |           | 1         |       | 4     |       |       |       |       |       |       |        | 5      |
| Stati Uniti (bandiera)       | Delta Air Lines                 |       |       | 8         |           |       |       |       |       | 112   |       | 16    |       | 136    |        |
| Irlanda (bandiera)           | Dubai Aerospace Enterprise      |       |       |           |           | 18    |       |       |       |       |       |       |       | 18     |        |
| Paesi Bassi (bandiera)       | Dutch Caribbean Airlines        |       |       | 2         |           |       |       |       |       |       |       |       |       | 2      |        |
| Stati Uniti (bandiera)       | Erickson Aero Tanker            |       |       |           |           |       |       |       | 7     |       |       |       |       |        | 7      |
| Taiwan (bandiera)            | EVA Air                         |       |       |           |           |       |       |       |       |       |       | 3     |       | 3      |        |
| Stati Uniti (bandiera)       | Everts Air                      |       |       |           | 1         |       | 5     |       |       |       | 2     |       |       |        | 8      |
| Svezia (bandiera)            | Finans AB Balans                |       |       |           |           | 1     |       |       |       |       |       |       |       | 1      |        |
| Finlandia (bandiera)         | Finnair                         |       |       | 9         |           | 4     |       | 3     |       |       |       |       |       | 16     |        |
| Stati Uniti (bandiera)       | Frontier Airlines               |       |       | 5         |           |       |       |       |       |       |       |       |       | 5      |        |
| Germania (bandiera)          | Germanwings                     |       |       |           |           | 5     |       |       |       |       |       |       |       | 5      |        |
| Irlanda (bandiera)           | GPA Group                       |       |       | 8         |           | 10    |       | 1     |       |       |       |       |       | 19     |        |
| Cina (bandiera)              | Great China Airlines            |       |       |           |           |       |       |       |       |       |       | 1     |       | 1      |        |
| Stati Uniti (bandiera)       | Hawaiian Airlines               | 6     |       |           |           |       |       |       |       |       |       |       |       | 6      |        |
| Taiwan (bandiera)            | Hwa-Hsia Leasing                |       |       |           |           |       |       |       |       |       |       | 3     |       | 3      |        |
| Spagna (bandiera)            | Iberia                          |       |       |           |           |       |       | 24    |       |       |       |       |       | 24     |        |
| Stati Uniti (bandiera)       | ILFC                            |       |       | 3         |           | 13    |       |       |       |       |       |       |       | 16     |        |
| Iran (bandiera)              | Iran Airtour                    |       |       |           | 5         |       | 1     |       | 1     |       |       |       |       |        | 7      |
| Irlanda (bandiera)           | Irish Aerospace                 |       |       |           |           | 55    |       |       |       |       |       |       |       | 55     |        |
| Giappone (bandiera)          | Japan Airlines                  | 26    |       |           |           |       |       | 8     |       |       |       | 16    |       | 50     |        |
| Stati Uniti (bandiera)       | Jet America Airlines            |       |       | 6         |           |       |       |       |       |       |       |       |       | 6      |        |
| Svezia (bandiera)            | KB Flygplanet                   |       |       |           |           | 1     |       |       |       |       |       |       |       | 1      |        |
| eSwatini (bandiera)          | Kingdom of Eswatini             |       |       |           |           |       |       |       | 1     |       |       |       |       |        | 1      |
| Iran (bandiera)              | Kish Air                        |       |       |           | 4         |       | 2     |       |       |       |       |       |       |        | 6      |
| Corea del Sud (bandiera)     | Korean Air                      |       |       | 11        |           | 3     |       |       |       |       |       |       |       | 14     |        |
| Kuwait (bandiera)            | Kuwait Air Force                |       |       |           |           | 1     |       |       |       |       |       |       |       | 1      |        |
| Venezuela (bandiera)         | Laser                           |       | 4     |           | 3         |       | 2     |       |       |       |       |       |       |        | 9      |
| Svezia (bandiera)            | Malmo Aviation                  |       |       |           |           | 4     |       | 2     |       |       |       |       |       | 6      |        |
| Paesi Bassi (bandiera)       | Martinair Cargo                 |       |       | 2         |           |       |       |       |       |       |       |       |       | 2      |        |
| Stati Uniti (bandiera)       | McDonnell Douglas               | 1     |       | 1         |           | 6     |       |       |       |       |       |       |       | 8      |        |
| Stati Uniti (bandiera)       | Midway Airlines                 |       |       | 4         |           |       |       | 8     |       |       |       |       |       | 12     |        |
| Stati Uniti (bandiera)       | Olympia Aviation                |       | 1     |           |           |       |       |       |       |       |       |       |       |        | 1      |
| Turchia (bandiera)           | Onur Air                        |       |       |           |           |       |       |       |       | 5     |       |       |       | 5      |        |
| Stati Uniti (bandiera)       | Ozark Air Lines                 |       |       | 4         |           |       |       |       |       |       |       |       |       | 4      |        |
| Stati Uniti (bandiera)       | Pacific Southwest Airlines      | 16    |       | 12        |           |       |       |       |       |       |       |       |       | 28     |        |
| Regno Unito (bandiera)       | Paramount Airways               |       |       |           |           | 2     |       |       |       |       |       |       |       | 2      |        |
| Stati Uniti (bandiera)       | Polaris Aircraft Leasing        |       |       | 1         |           | 3     |       |       |       | 14    |       |       |       | 18     |        |
| Rep. Dominicana (bandiera)   | RED Air                         |       |       |           | 3         |       |       |       |       |       |       |       |       |        | 3      |
| Stati Uniti (bandiera)       | Reno Air                        |       |       |           |           |       |       |       |       |       |       | 5     |       | 5      |        |
| Stati Uniti (bandiera)       | Republic Airlines               |       |       | 8         |           |       |       |       |       |       |       |       |       | 8      |        |
| Ciad (bandiera)              | République du Tchad             |       |       |           |           |       |       |       | 1     |       |       |       |       |        | 1      |
| Stati Uniti (bandiera)       | Roundball LLC                   |       |       |           |           |       | 1     |       |       |       |       |       |       |        | 1      |
| Venezuela (bandiera)         | Rutaca Airlines                 |       |       |           |           |       | 2     |       |       |       | 2     |       |       |        | 4      |
| Iran (bandiera)              | Sahand Airlines                 |       |       |           |           |       | 1     |       |       |       |       |       |       |        | 1      |
| Arabia Saudita (bandiera)    | Saudi Arabian Airlines          |       |       |           |           |       |       |       |       |       |       | 29    |       | 29     |        |
| Svezia (bandiera)            | Scandinavian Airlines           | 34    |       | 14        |           | 2     |       | 16    |       |       |       | 8     |       | 74     |        |
| Svizzera (bandiera)          | Swissair                        | 25    |       |           |           |       |       |       |       |       |       |       |       | 25     |        |
| Iran (bandiera)              | Taban Air                       |       |       |           |           |       |       |       |       |       | 5     |       |       |        | 5      |
| Stati Uniti (bandiera)       | Texas Air Corporation           |       |       | 38        |           |       |       |       |       |       |       |       |       | 38     |        |
| Kirghizistan (bandiera)      | TezJet Air Company              |       |       |           |           |       | 1     |       |       |       |       |       |       |        | 1      |
| Stati Uniti (bandiera)       | Transtar Airlines Corporation   | 6     |       | 4         |           |       |       |       |       |       |       |       |       | 10     |        |
| Stati Uniti (bandiera)       | TWA                             |       |       | 19        |           | 40    |       |       |       |       |       |       |       | 59     |        |
| Taiwan (bandiera)            | U-Land Airlines                 |       |       | 6         |           |       |       |       |       |       |       |       |       | 6      |        |
| Taiwan (bandiera)            | Uni Air                         |       |       |           |           |       |       |       |       |       |       | 10    |       | 10     |        |
| Stati Uniti (bandiera)       | US Airways                      |       |       | 10        |           |       |       |       |       |       |       |       |       | 10     |        |
| Stati Uniti (bandiera)       | USA Jet Airlines                |       |       |           |           |       | 1     |       |       |       | 11    |       |       |        | 12     |
| Venezuela (bandiera)         | Venezolana                      |       |       |           |           |       | 1     |       |       |       |       |       |       |        | 1      |
| Venezuela (bandiera)         | VIASA                           |       |       | 2         |           |       |       |       |       |       |       |       |       | 2      |        |
| Spagna (bandiera)            | Vingreiser AS                   |       |       |           |           | 2     |       |       |       |       |       |       |       | 2      |        |
| Stati Uniti (bandiera)       | World Atlantic Airlines         |       |       |           |           |       | 6     |       |       |       |       |       |       |        | 6      |
| Iran (bandiera)              | Zagros Air                      |       |       |           | 4         |       | 3     |       |       |       |       |       |       |        | 7      |
| TOTALE                       | TOTALE                          | 132   | 5     | 569       | 39        | 265   | 59    | 75    | 13    | 150   | 20    | 116   | 0     | 1 307  | 136    |

## Timeline e grafico
|          |            | 1977 | 1978 | 1979 | 1980 | 1981 | 1982 | 1983 | 1984 | 1985 | 1986 | 1987 | 1988 | 1989 | 1990 | 1991 | 1992 | 1993 | 1994 | 1995 | 1996 | 1997 | 1998 | 1999 | 2000 | Totale |
| -------- | ---------- | ---- | ---- | ---- | ---- | ---- | ---- | ---- | ---- | ---- | ---- | ---- | ---- | ---- | ---- | ---- | ---- | ---- | ---- | ---- | ---- | ---- | ---- | ---- | ---- | ------ |
| Ordini   | Ordini     | 23   | 27   | 14   | 14   | 19   | 87   | 43   | 117  | 106  | 120  | 88   | 239  | 135  | 77   | 23   | 36   | 10   | 9    | 53   | 34   | 5    | 28   | –    | –    | 1 307  |
| Consegne | MD-81      | –    | –    | –    | 5    | 48   | 11   | 1    | 1    | 8    | 9    | 4    | 6    | 8    | 5    | 15   | 5    | 3    | 3    | –    | –    | –    | –    | –    | –    | 132    |
| Consegne | MD-82      | –    | –    | –    | –    | 13   | 23   | 50   | 43   | 55   | 64   | 50   | 51   | 37   | 48   | 48   | 18   | 14   | 8    | 13   | 2    | 2    | –    | –    | –    | 539    |
| Consegne | MD-82T     | –    | –    | –    | –    | –    | –    | –    | –    | –    | –    | 2    | 4    | 6    | 8    | 6    | 2    | 1    | 1    | –    | –    | –    | –    | –    | –    | 30     |
| Consegne | MD-83      | –    | –    | –    | –    | –    | –    | –    | –    | 8    | 12   | 31   | 26   | 26   | 30   | 26   | 25   | 12   | 11   | 5    | 10   | 9    | 8    | 26   | –    | 265    |
| Consegne | MD-87      | –    | –    | –    | –    | –    | –    | –    | –    | –    | –    | 3    | 14   | 15   | 25   | 13   | 5    | –    | –    | –    | –    | –    | –    | –    | –    | 75     |
| Consegne | MD-88      | –    | –    | –    | –    | –    | –    | –    | –    | –    | –    | 4    | 19   | 25   | 23   | 32   | 29   | 13   | –    | –    | –    | 5    | –    | –    | –    | 150    |
| Consegne | MD-90-30   | –    | –    | –    | –    | –    | –    | –    | –    | –    | –    | –    | –    | –    | –    | –    | –    | –    | –    | 13   | 25   | 25   | 34   | 13   | 3    | 113    |
| Consegne | MD-90-30ER | –    | –    | –    | –    | –    | –    | –    | –    | –    | –    | –    | –    | –    | –    | –    | –    | –    | –    | –    | –    | 1    | –    | –    | –    | 1      |
| Consegne | MD-90-30T  | –    | –    | –    | –    | –    | –    | –    | –    | –    | –    | –    | –    | –    | –    | –    | –    | –    | –    | –    | –    | –    | –    | –    | 2    | 2      |
| Consegne | Totale     | 0    | 0    | 0    | 5    | 61   | 34   | 51   | 44   | 71   | 85   | 94   | 120  | 117  | 139  | 140  | 84   | 43   | 23   | 31   | 37   | 42   | 42   | 39   | 5    | 1 307  |

     Ordini
     Consegne

## Configurazioni di bordo
Legenda tabella:
- F: prima classe.
- B: business class.
- E+: premium economy class.
- E: economy class.

| Compagnia aerea         | MD-82 | MD-82 | MD-82 | MD-82   | Totale posti | MD-83 | MD-83 | MD-83 | MD-83   | Totale posti | MD-88 | MD-88 | MD-88 | MD-88 | Totale posti | MD-90 | MD-90 | MD-90 | MD-90 | Totale posti |
| Compagnia aerea         | F     | B     | E+    | E       | Totale posti | F     | B     | E+    | E       | Totale posti | F     | B     | E+    | E     | Totale posti | F     | B     | E+    | E     | Totale posti |
| ----------------------- | ----- | ----- | ----- | ------- | ------------ | ----- | ----- | ----- | ------- | ------------ | ----- | ----- | ----- | ----- | ------------ | ----- | ----- | ----- | ----- | ------------ |
| Aeropostal              | –     | 11    | –     | 142     | 153          | –     | –     | –     | –       | –            | –     | –     | –     | –     | –            | –     | –     | –     | –     | –            |
| Airfast Indonesia       | –     | –     | –     | 149     | 149          | –     | –     | –     | 150     | 150          | –     | –     | –     | –     | –            | –     | –     | –     | –     | –            |
| ATA Airlines            | –     | –     | –     | –       | –            | –     | 16    | –     | 124     | 140          | –     | –     | –     | –     | –            | –     | –     | –     | –     | –            |
| Caspian Airlines        | –     | –     | –     | 172     | 172          | –     | –     | –     | –       | –            | –     | –     | –     | –     | –            | –     | –     | –     | –     | –            |
| Delta Air Lines         | –     | –     | –     | –       | –            | –     | –     | –     | –       | –            | 16    | –     | 25    | 108   | 149          | 16    | –     | 25    | 117   | 158          |
| Iran Air Tour           | –     | –     | –     | 160     | 160          | –     | –     | –     | –       | –            | –     | –     | –     | –     | –            | –     | –     | –     | –     | –            |
| Laser Airlines          | – –   | 16 –  | – –   | 124 165 | 140 165      | – –   | 16 –  | – –   | 124 172 | 140 172      | –     | –     | –     | –     | –            | –     | –     | –     | –     | –            |
| World Atlantic Airlines | –     | –     | –     | –       | –            | – –   | 16 8  | – –   | 124 142 | 140 150      | –     | –     | –     | –     | –            | –     | –     | –     | –     | –            |
| Zagros Airlines         | –     | –     | –     | 165     | 165          | –     | –     | –     | 180     | 180          | –     | –     | –     | –     | –            | –     | –     | –     | –     | –            |